# ラファエウ・エンリケ・アシス・カルドーゾ
ラファエウ・アシス（Rafael Assis）こと、ラファエウ・エンリケ・アシス・カルドーゾ（Rafael Henrique Assis Cardoso 、1990年10月31日 - ）は、ブラジル・ベロオリゾンテ出身のサッカー選手。アル・ハーリディーヤSC所属。ポジションは、ミッドフィールダー。

## クラブ歴
2013年1月19日、カンピオナート・カリオカのアウダックス・リオ戦でプロデビューを果たした。
2016年9月4日、アウェーのナシオナル戦でプリメイラ・リーガデビュー。90分フル出場を果たし、1-0の勝利に貢献した。